# KEYS (álbum)
Keys II é a reedição do oitavo álbum de estúdio da cantora, compositora e produtora norte-americana Alicia Keys, intitulado Keys. Foi lançado em 12 de Agosto de 2022 nas plataformas digitais e em versão exclusiva em CD pela loja Target.
O álbum consiste em todas as músicas das versões "Originals" e "Unlocked" e mais 4 faixas inéditas.

## Faixas
| Disco 1 - Originals |                                                              |                                                                                         |                              |         |  |
| N.º                 | Título                                                       | Compositor(es)                                                                          | Produtor(es)                 | Duração |  |
| 1.                  | "Plentful (Originals)" (participação de Pusha T)             | Alicia Keys Harold Lily Kasseem Dean Dwight Grant Graham Nash Kanye West                | Keys Swizz Beatz             | 3:08    |  |
| 2.                  | "Skydive (Originals)"                                        | Keys Raphael Saadiq Kenton Nix                                                          | Keys                         | 3:04    |  |
| 3.                  | "Best of Me (Originals)"                                     | Keys Saadiq Helen Adu Andrew Hale Stuart Matthewman                                     | Keys Sam Morton              | 3:58    |  |
| 4.                  | "Dead end Road (Originals)"                                  | Keys Fredrik Ball Dean Mclntosh                                                         | Fred Ball Keys               | 3:32    |  |
| 5.                  | "Is It Insane (Originals)"                                   | Keys                                                                                    | Keysb                        | 6:21    |  |
| 6.                  | "Billions (Originals)"                                       | Keys Abraham Orellana                                                                   | AraabMuzik Keys              | 3:19    |  |
| 7.                  | "Love When You Call My Name (Originals)"                     | Keys Saadiq                                                                             | Keys                         | 3:37    |  |
| 8.                  | "Only You (Originals)"                                       | Keys Saadiq                                                                             | Keys                         | 3:15    |  |
| 9.                  | "Daffodils (Originals)"                                      | Keys Natalie Hemby                                                                      | Keys                         | 4:33    |  |
| 10.                 | "Old Memories (Originals)"                                   | Keys Hemby                                                                              | Keys                         | 2:59    |  |
| 11.                 | "Nat King Cole (Originals)"                                  | Keys Michael L Williams II Hemby Marquel Middlebrooks Bill Withers                      | Keys Mike WiLL Made It       | 3:39    |  |
| 12.                 | "Paper Flowers (Originals)" (participação de Brandi Carlile) | Keys Brandi Carlile                                                                     | Keys                         | 3:24    |  |
| 13.                 | "Like Water (Originals)"                                     | Keys Sia Furler Mark Batson                                                             | Keys                         | 3:57    |  |
| 14.                 | "Stay" (participação de Lucky Daye)                          | Keys David Brown Carl DeVonish Jr. Mike "Hunnid" McGregor Ilya Robin "Rob Knox" Tadross | Ilya Rob Knox                | 3:38    |  |
| 15.                 | "In Common (Black Coffee Remix)"                             | Keys Carlo Montagnese Taylor Parks Billy Walsh                                          | Carlo "Illangelo" Montagnese | 4:58    |  |

| Disco 2 - Unlocked |                                                                |                                                                            |                                                          |         |  |
| N.º                | Título                                                         | Compositor(es)                                                             | Produtor(es)                                             | Duração |  |
| 1.                 | "Keys"                                                         | Alicia Keys                                                                | Keys                                                     | 1:25    |  |
| 2.                 | "Only You (Unlocked)"                                          | Keys Saadiq Williams II Asheton Hogan Pierre Ramon Slaughter               | Mike WiLL Made It Keys P. Nasty [a] Pluss [a]            |         |  |
| 3.                 | "Skydive (Unlocked)"                                           | Keys Saadiq Williams II Hogan Nix                                          | Mike WiLL Made It Keys Pluss [a]                         | 3:03    |  |
| 4.                 | "Best of Me (Unlocked)"                                        | Keys Williams II Saadiq Adu Hale Matthewman Barry White                    | Mike WiLL Made It Keys                                   | 3:49    |  |
| 5.                 | "LALA (Unlocked)" (participação de Swae Lee)                   | Keys Williams II Khalif Brown Paul Richmond Rueben Locke Jr. Darryl Ellis  | Mike WiLL Made It Keys                                   | 4:31    |  |
| 6.                 | "Nat King Cole (Unlocked)" (participação de Lil Wayne)         | Keys Williams II Middlebrooks Hemby Dwayne Carter Withers                  | Mike WiLL Made It Keys Marzeratti [a] Tyrone Johnson [a] | 4:05    |  |
| 7.                 | "Is It Insane (Unlocked)"                                      | Keys Williams II Hogan                                                     | Mike WiLL Made It Keys                                   | 4:27    |  |
| 8.                 | "Come for Me (Unlocked)" (participação de Khalid e Lucky Daye) | Keys Williams II BJ Burton Carter Lang Khalid Robinson David Brown J. Cole | Mike WiLL Made It Carter Lang BJ Burton                  | 3:29    |  |
| 9.                 | "Old Memories (Unlocked)"                                      | Keys Williams II Shondrae Crawford Hemby                                   | Mike WiLL Made It Keys                                   | 3:52    |  |
| 10.                | "Dead end Road (Unlocked)"                                     | Keys Fredrik Ball Dean McIntosh                                            | Fred Ball Jay Mooncie                                    | 3:32    |  |
| 11.                | "Love When You Call My Name (Unlocked)"                        | Keys Williams II Saadiq                                                    | Mike WiLL Made It Keys                                   | 3:15    |  |
| 12.                | "Daffodils (Unlocked)"                                         | Keys Williams II Hemby                                                     | Mike WiLL Made It Keys                                   | 3:04    |  |
| 13.                | "Billions (Unlocked)"                                          | Keys Orellana                                                              | Suzy Schinn VRon                                         | 3:00    |  |
| 14.                | "Trillions" (participação de Brett Faiyaz)                     | Keys Abraham Orellana Christopher Wood                                     | Brent Faiyaz Jordan Ware                                 | 2:53    |  |
| 15.                | "In Common (Kaskade Radio Mix)"                                | Keys Carlo Montagnese Taylor Parks Billy Walsh                             | Carlo "Illangelo" Montagnese                             |         |  |
| Duração total:     | Duração total:                                                 | Duração total:                                                             | Duração total:                                           | 108:00  |  |

Notas
A  - denota co-produtores
B  - Is It Insane (Originals) foi recordada originalmente em 2003 para seu segundo álbum The Diary of Alicia Keys.
Créditos de Demonstração
- Plentiful (Originals) - Contém elementos de "The Truth" escrita por Beanie Sigel, Kanye West e performada por Beanie Sigel e 
 de "Chicago" escrita e performada por Graham Nash.
- Skydive (Originals) - Contém elementos de "Heartbeat" escrita por Kenton Nix e performada por Taana Gardner.
- Best of Me (Originals) - Contém elementos e interpolações de "Cherish The Day" escrita por Helen Adu, Andrew Hale, Stuart Matthewman e performada por Sade.
- Nat King Cole (Originals) - Contém demonstrações de "Ain't No Sunshine" escrita e performada por Bill Withers.
- Skydive (Unlocked) - Contém elementos de "Heartbeat" escrita por Kenton Nix e performada por Taana Gardner.
- Best of Me (Unlocked) - Contém elementos e interpolações de "Cherish The Day" escrita por Helen Adu, Andrew Hale, Stuart Matthewman e performada por Sade, elementos de "Love Serenade" escrita e performada por Barry White e elementos não creditado de "Strange Funky Games And Things" escrita por Barry White e performada por Jay Dee.
- LALA (Unlocked) - Contém elementos de "In The Mood" escrita por Paul Richmond, Rueben Locke, Jr. Darryl Ellis e performada por Tyrone Davis.
- Nat King Cole (Unlocked) - Contém demonstrações de "Ain't No Sunshine" escrita e performada por Bill Withers.

## Histórico de lançamento
| País           | Data                 | Formato                      | Gravadora         |
| -------------- | -------------------- | ---------------------------- | ----------------- |
| Vários         | 12 de Agosto de 2022 | Download digital, streaming, | AK Worldwide, RCA |
| Estados Unidos | 12 de Agosto de 2022 | CD duplo exclusivo Target    | AK Worldwide, RCA |